# A Present for Everyone
A Present For Everyone – drugi album brytyjskiej, pop rockowej grupy Busted. Płyta została wydana 17 listopada 2003 roku przez Universal Island Records i zadebiutowała na 2. miejscu na brytyjskiej liście albumów. Została potrójną złotą płytą, sprzedając się w ponad milionie egzemplarzy.

## Lista utworów
1. Air Hostess (James Bourne, Charlie Simpson, Matt Willis, Tom Fletcher)
2. Crashed the Wedding (Bourne, Fletcher)
3. Who's David? (Bourne, Fletcher)
4. She Wants to Be Me (Lauren Christy, Scott Spock, Graham Edwards, Simpson, Willis, Bourne)
5. 3am (Christy, Spock, Edwards, Simpson, Willis, Bourne)
6. Falling for You (Bourne, Simpson, Fletcher) (Special edition bonus tracks)
7. That Thing You Do (Bourne, Simpson, Fletcher)
8. Over Now (Bourne, Fletcher)
9. Fake (Willis, Steve Power, Guy Chambers)
10. Meet You There (Simpson, Bourne)
11. Why (Simpson, Will Simpson)
12. Loner In Love (Bourne, Fletcher) (Special edition bonus tracks)
13. Better Than This (Willis, Power, Chambers)
14. Can't Break Thru Bourne, Michael Raphael)
15. Nerdy (Bourne, Simpson, Fletcher)
16. Thunderbirds (Bourne, Simpson, Fletcher, Willis) (2004 special edition re-issue)